# アンディ・ガルシア
アンディ・ガルシア（Andy Garcia, 1956年4月12日 - ）は、キューバ・ハバナ出身のアメリカ合衆国の俳優。

## 来歴
父親は弁護士、母親は教師だったが、カストロ政権を逃れるため、アンディが5歳のときにアメリカ合衆国フロリダ州マイアミに移住、後に帰化した。高校時代はバスケットボールの選手であったが、肝炎を患い、スポーツ選手の道は断念することになる。
フロリダ国際大学に進学して、ここから演劇に関わるようになっていく。その後はハリウッドに移り、1980年代半ばからテレビ・映画に出演し始める。1987年には映画『アンタッチャブル』に出演し、この作品で一躍注目されるようになる。
1989年には日本が舞台のハリウッド映画『ブラック・レイン』において、マイケル・ダグラス演じる刑事の相棒刑事を演じ、日本人俳優の高倉健、松田優作らと共演。日本でも、その名が知られるようになる。
1990年には『ゴッドファーザー PART III』において、主人公マイケル・コルレオーネの亡き兄ソニーの私生児であるヴィンセントを演じ、アカデミー助演男優賞にノミネートされた。
2001年に公開された『オーシャンズ11』、その続編となる『オーシャンズ12』、『オーシャンズ13』では大富豪で非情なカジノオーナーを演じている。

## 私生活
結合双生児として出生。兄弟はテニスボールほどの大きさで、肩にくっついているという程度であり、手術で取り除かれた。その手術痕は残っており、ガルシアはヌードシーンの撮影を拒んでいる。
1982年に結婚した妻マリヴァ・ビクトリアとの間に娘3人（ドミニク、ダニエラ、アレクサンドラ）、息子1人（アンドレス・アントニオ）がいる。
NBAのロサンゼルス・レイカーズのファンであり、テレビ中継でレイカーズの試合を観戦している姿が見られる。

## 主な出演作品

### 映画
| 公開年 | 邦題 原題                                                                                | 役名                                                      | 備考                                                         | 吹き替え                                                                                        |
| ------ | ---------------------------------------------------------------------------------------- | --------------------------------------------------------- | ------------------------------------------------------------ | ----------------------------------------------------------------------------------------------- |
| 1983   | Blue Skies Again                                                                         | Ken                                                       |                                                              | N/A                                                                                             |
| 1983   | Guaguasi                                                                                 | Ricardo                                                   |                                                              | N/A                                                                                             |
| 1983   | ナイト・イン・ヘブン A Night in Heaven                                                   | バーテンダー                                              | 日本劇場未公開                                               |                                                                                                 |
| 1985   | 殺しの季節 The Mean Season                                                               | レイ・マルティネス                                        | テレビ邦題『マイアミ殺人事件』 日本劇場未公開                | 安原義人                                                                                        |
| 1986   | 800万の死にざま 8 Million Ways to Die                                                    | エンジェル                                                |                                                              | 山寺宏一                                                                                        |
| 1987   | アンタッチャブル The Untouchables                                                        | ジョージ・ストーン / ジュゼッペ・ペトリ                   |                                                              | 江原正士（フジテレビ版） 佐久田脩（テレビ朝日版） 山野井仁（ソフト版） 平田広明（テレビ東京版） |
| 1988   | 落ちこぼれの天使たち Stand and Deliver                                                   | ラミレス                                                  | 日本劇場未公開                                               |                                                                                                 |
| 1988   | アメリカン・ルーレット/非情の銃口 American Roulette                                      | カルロス                                                  |                                                              |                                                                                                 |
| 1988   | ガン・ランナー Clinton and Nadine                                                        | クリントン                                                | テレビ映画                                                   |                                                                                                 |
| 1989   | ブラック・レイン Black Rain                                                              | チャーリー・ヴィンセント                                  |                                                              | 江原正士（フジテレビ版） 森川智之（ソフト版）                                                   |
| 1990   | 背徳の囁き Internal Affairs                                                              | レイモンド・アビラ                                        |                                                              | 石塚運昇                                                                                        |
| 1990   | テロリストを撃て! A Show of Force                                                        | ルイス                                                    | 日本劇場未公開                                               |                                                                                                 |
| 1990   | ゴッドファーザー PART III The Godfather Part III                                         | ヴィンセント・マンシーニ                                  | アカデミー助演男優賞ノミネート                               | 関俊彦（ソフト版） 江原正士（フジテレビ版）                                                     |
| 1991   | 愛と死の間で Dead Again                                                                  | ゲイリー・ベイカー                                        |                                                              | 納谷六朗                                                                                        |
| 1992   | 靴をなくした天使 Hero                                                                    | ジョン・ババ                                              |                                                              | 江原正士（ソフト版、日本テレビ版）                                                              |
| 1992   | ジェニファー8 Jennifer Eight                                                             | ジョン・バーリン                                          | 日本劇場未公開                                               | 石塚運昇                                                                                        |
| 1994   | 男が女を愛する時 When a Man Loves a Woman                                                | マイケル・グリーン                                        |                                                              | 津嘉山正種                                                                                      |
| 1995   | デンバーに死す時 Things to Do in Denver When You're Dead                                 | “聖人”ジミー                                              |                                                              | 江原正士                                                                                        |
| 1995   | 悪魔たち、天使たち Steal Big, Steal Little                                               | ルーベン・パルティダ・マルティネス / ロバート・マーティン |                                                              | 江原正士                                                                                        |
| 1996   | ロルカ、暗殺の丘 The Disappearance of Garcia Lorca                                       | フェデリコ・ガルシア・ロルカ                              |                                                              | 岩崎ひろし                                                                                      |
| 1997   | 奴らに深き眠りを Hoodlum                                                                 | ラッキー・ルチアーノ                                      | 日本劇場未公開                                               | 大塚芳忠                                                                                        |
| 1997   | NY検事局 Night Falls on Manhattan                                                        | ショーン・ケイシー                                        |                                                              | 山路和弘                                                                                        |
| 1998   | 絶体×絶命 Desperate Measures                                                             | フランク・コナー                                          |                                                              | 宮本充（ソフト版） 山路和弘（テレビ朝日版）                                                     |
| 1999   | ラスト・チャンスをあなたに Just the Ticket                                               | ゲイリー                                                  | 兼製作 日本劇場未公開                                        | 堀内賢雄                                                                                        |
| 1999   | 揺れる評決 Swing Vote                                                                    | ジョセフ・マイケル・カークランド                          | テレビ映画 兼共同製作総指揮                                  |                                                                                                 |
| 2000   | 消滅水域 Lakeboat                                                                        | ギグリアーニ                                              | 日本劇場未公開                                               | 相沢正輝                                                                                        |
| 2000   | さらば愛しのキューバ For Love or Country: The Arturo Sandoval Story                      | アルトゥーロ・サンドヴァル                                | テレビ映画 兼製作総指揮                                      |                                                                                                 |
| 2001   | アンディ・ガルシア 沈黙の行方 The Unsaid                                                 | マイケル・ハンター                                        | 兼製作総指揮 日本劇場未公開                                  | 牛山茂                                                                                          |
| 2001   | エゴイスト The Man from Elysian Fields                                                   | バイロン                                                  | 兼製作 日本劇場未公開                                        | 相沢正輝                                                                                        |
| 2001   | オーシャンズ11 Ocean's Eleven                                                            | テリー・ベネディクト                                      |                                                              | 内田直哉（ソフト版） 大塚芳忠（フジテレビ版）                                                   |
| 2003   | コンフィデンス Confidence                                                                | ガンサー・ビュターン                                      |                                                              | 石田圭祐                                                                                        |
| 2004   | ツイステッド Twisted                                                                     | マイク・デルマルコ                                        |                                                              | 家中宏                                                                                          |
| 2004   | モディリアーニ 真実の愛 Modigliani                                                       | アメデオ・モディリアーニ                                  | 兼製作総指揮                                                 | 小山力也                                                                                        |
| 2004   | オーシャンズ12 Ocean's Twelve                                                            | テリー・ベネディクト                                      |                                                              | 内田直哉（ソフト版） 大塚芳忠（日本テレビ版）                                                   |
| 2005   | The Lost City                                                                            | Fico Fellove                                              | 兼監督                                                       | N/A                                                                                             |
| 2006   | スモーキン・エース/暗殺者がいっぱい Smokin' Aces                                         | スタンリー・ロック                                        |                                                              | 岩崎ひろし                                                                                      |
| 2007   | 狼たちの報酬 The Air I Breathe                                                           | フィンガーズ                                              | 日本劇場未公開                                               | （吹き替え版なし）                                                                              |
| 2007   | オーシャンズ13 Ocean's Thirteen                                                          | テリー・ベネディクト                                      |                                                              | 内田直哉（ソフト版） 大塚芳忠（フジテレビ版）                                                   |
| 2008   | ニューヨーク、アイラブユー New York, I Love You                                          | ギャリー                                                  |                                                              | （吹き替え版なし）                                                                              |
| 2008   | ビバリーヒルズ・チワワ Beverly Hills Chihuahua                                           | デルガド                                                  | 声の出演                                                     | 松重豊                                                                                          |
| 2009   | ピンクパンサー2 The Pink Panther 2                                                       | ビチェンゾ・ブランカレオーネ                              |                                                              | 内田直哉                                                                                        |
| 2009   | ファミリーズ・シークレット 秘密を抱えた家族 City Island                                  | ヴィンス・リゾ                                            | 日本劇場未公開                                               | 東地宏樹                                                                                        |
| 2009   | THE LINE 殺しの銃弾 La linea                                                             | ハビエル・サラザール                                      | 日本劇場未公開                                               | （吹き替え版なし）                                                                              |
| 2010   | バレット・ライン Across the Line                                                         | ホルヘ・ガルザ                                            | ビデオ作品                                                   | （吹き替え版なし）                                                                              |
| 2011   | 5デイズ 5 Days of War                                                                    | ミヘイル・サアカシュヴィリ大統領                          |                                                              | 加藤亮夫                                                                                        |
| 2012   | グレート・グローリー 大いなる勝利のために For Greater Glory: The True Story of Cristiada | エンリケ・ゴロスティエータ                                | 別題『大いなる勝利のために メキシコ革命1926』 日本劇場未公開 | （吹き替え版なし）                                                                              |
| 2012   | ダークウォーター 奪われた水の真実 A Dark Truth                                           | ジャック                                                  | 兼製作総指揮                                                 | 津田英三                                                                                        |
| 2014   | ブルー2 トロピカル・アドベンチャー Rio 2                                                 | エドゥアルド                                              | 声の出演                                                     | 土師孝也                                                                                        |
| 2014   | リアル刑事ごっこ in LA Let's Be Cops                                                     | ブローリン                                                | 日本劇場未公開                                               | 佐々木勝彦                                                                                      |
| 2014   | ニューヨーク ザ・ギャング・シティ Rob the Mob                                            | ビッグ・アル                                              | 日本劇場未公開                                               | 不明                                                                                            |
| 2016   | ゴーストバスターズ Ghostbusters                                                          | ニューヨーク市長                                          |                                                              | 石塚運昇                                                                                        |
| 2016   | マックス・スティール Max Steel                                                           | マイルズ・エドワーズ博士                                  |                                                              | 世古陽丸                                                                                        |
| 2016   | なりすましアサシン True Memoirs of an International Assassin                             | エル・トロ                                                | Netflixオリジナル映画                                        | 内田直哉                                                                                        |
| 2016   | パッセンジャー Passengers                                                                | ノリス船長                                                |                                                              | （セリフなし）                                                                                  |
| 2017   | ジオストーム Geostorm                                                                    | アンドリュー・パルマ大統領                                |                                                              | 内田直哉                                                                                        |
| 2018   | トリプル・リベンジ Bent                                                                  | ジミー                                                    |                                                              | 辻親八                                                                                          |
| 2018   | また、あなたとブッククラブで Book Club                                                   | ミッチェル                                                |                                                              | （吹き替え版なし）                                                                              |
| 2018   | マンマ・ミーア! ヒア・ウィー・ゴー Mamma Mia! Here We Go Again                           | フェルナンド                                              |                                                              | 内田直哉                                                                                        |
| 2018   | エルヴェとの晩餐 ある映画スターの数奇な人生 My Dinner with Hervé                         | リカルド・モンタルバン                                    | テレビ映画                                                   |                                                                                                 |
| 2018   | 運び屋 The Mule                                                                          | ラトン                                                    |                                                              | 内田紳一郎（ソフト版） 安原義人（BSテレ東版）                                                   |
| 2019   | クリティカル・ブロンド Against the Clock                                                 | ジェラルド・ホチキス                                      | 日本劇場未公開                                               | 荒井勇樹                                                                                        |
| 2020   | Ana                                                                                      | ラファエル・“ラファ”・ロドリゲス                          |                                                              | N/A                                                                                             |
| 2020   | 僕と頭の中の落書きたち Words on Bathroom Walls                                           | パトリック神父                                            | 日本劇場未公開                                               | 不明                                                                                            |
| 2021   | ネイビーシールズ 全滅領域 Redemption Day                                                 | ウィリアムズ大使                                          | 別題『リデンプション・デイ 償いの日』 日本劇場未公開         | 荒井勇樹                                                                                        |
| 2021   | バーブ&スター ヴィスタ・デル・マールへ行く Barb and Star Go to Vista Del Mar             | トミー・バハマ                                            |                                                              |                                                                                                 |
| 2021   | キャッシュトラック Wrath of Man                                                          | キング                                                    |                                                              | 松川裕輝                                                                                        |
| 2022   | Big Gold Brick                                                                           | フロイド・デヴェロー                                      |                                                              | N/A                                                                                             |
| 2022   | 花嫁のパパ Father of the Bride                                                           | ビリー                                                    | 兼製作総指揮 日本劇場未公開                                  | （吹き替え版なし）                                                                              |
| 2023   | Miranda's Victim                                                                         | アルヴィン・ムーア                                        |                                                              | N/A                                                                                             |
| 2023   | ブッククラブ/ネクストチャプター Book Club: The Next Chapter                              | ミッチェル                                                | 日本劇場未公開                                               | 原康義                                                                                          |
| 2023   | ペイン・ハスラーズ Pain Hustlers                                                         | ジャック・ニール                                          | Netflixオリジナル映画                                        | 沢木郁也                                                                                        |
| 2023   | エクスペンダブルズ ニューブラッド Expend4bles                                            | マーシュ                                                  |                                                              | 内田直哉                                                                                        |
| 2024   | What About Love                                                                          | ピーター・タールトン                                      |                                                              |                                                                                                 |
| 2024   | Long Gone Heroes                                                                         | ローマン                                                  |                                                              |                                                                                                 |
| 2025   | Eenie Meanie                                                                             | ニコ                                                      | ポストプロダクション                                         |                                                                                                 |
| 2025   | Maserati: The Brothers                                                                   |                                                           | 撮影中                                                       |                                                                                                 |
| TBA    | The Prince                                                                               |                                                           | ポストプロダクション                                         |                                                                                                 |
| TBA    | Under the Stars                                                                          |                                                           | ポストプロダクション                                         |                                                                                                 |

### テレビ
| 放映年    | 邦題 原題                                                    | 役名             | 備考                                         | 吹き替え           |
| --------- | ------------------------------------------------------------ | ---------------- | -------------------------------------------- | ------------------ |
| 1981      | ヒルストリート・ブルース Hill Street Blues                   | Street Kid       | シーズン1第1話「分署番外地」                 |                    |
| 1984      | ヒルストリート・ブルース Hill Street Blues                   | Ernesto          | シーズン4第20話「抗争」                      |                    |
| 1982      | ヒッチコック劇場'86 The New Alfred Hitchcock Presents        | Alejandro        | 第1話「死体解剖室の叫び」                    | 有本欽隆           |
| 2001      | そりゃないぜ!? フレイジャー Frasier                          | Terrance         | シーズン9第11話「Bully for Martin」          |                    |
| 2003      | ふたりは友達? ウィル&グレイス Will & Grace                   | Milo             | シーズン5第12話「Field of Queens」           |                    |
| 2010      | トップ・ギア Top Gear                                        | 本人             | シーズン15第4話                              | （吹き替え版なし） |
| 2011      | ザ・シンプソンズ The Simpsons                                | Slick Publisher  | 声の出演 シーズン23第6話「出版会社の裏事情」 | （吹き替え版なし） |
| 2016      | ballers/ボーラーズ Ballers                                   | アンドレ・アレン | 計6話出演                                    | （吹き替え版なし） |
| 2018-2019 | 3Below: Tales of Arcadia                                     | King Fialkov     | 計7話声の出演                                | N/A                |
| 2019      | モダン・ラブ Modern Love                                     | マイケル         | 計2話出演                                    | 不明               |
| 2021      | レベル 正義の反逆者 Rebel                                    | Julian Cruz      | 計10話出演                                   | 不明               |
| 2024      | ムーンガール&デビル・ダイナソー Moon Girl and Devil Dinosaur | Pad-Varr         | 計1話声の出演                                |                    |
| 2024      | ランドマン Landman                                           | ガリーノ         | シーズン1第10話「希望のかけら」              | 相沢まさき         |

## 日本語吹き替え
主に担当しているのは、以下の二人である。
内田直哉
『オーシャンズ11』（ソフト版）で初担当。主に2000年代以降の出演作を吹き替えている。
江原正士
『アンタッチャブル』（フジテレビ版）で初担当。主にデビュー初期にあたる80年代後半、90年代の代表作を担当している。
このほかにも、大塚芳忠、石塚運昇、相沢まさき、山路和弘、岩崎ひろし、安原義人、荒井勇樹なども複数回、声を当てている。

## 出演CM
- 本田技研工業 ホンダ・セイバー（1995 日本）